# BR-373
A BR-373 é uma rodovia federal diagonal brasileira. Liga a BR-376 (Rodovia do Café) em Ponta Grossa a BR-277, na altura de Prudentópolis, sentido Guarapuava. Seu segundo trecho liga a BR-277 a BR-158, em Coronel Vivida.

## Municípios atravessados pela rodovia
- Ponta Grossa
- Ipiranga
- Imbituva
- Guamiranga
- Prudentópolis
- Saltinho

- trajeto interrompido, reiniciando em Candói
- Foz do Jordão
- Chopinzinho
- Coronel Vivida